# Drilonereis magna
Drilonereis magna är en ringmaskart som beskrevs av Webster och Benedict 1887. Drilonereis magna ingår i släktet Drilonereis och familjen Oenonidae. Arten har ej påträffats i Sverige. Inga underarter finns listade i Catalogue of Life.